# فيتورينو
فيتورينو (بالبرتغالية: Vitorino Salomé‏) هو مغني برتغالي، ولد في 11 يوليو 1942 في Redondo, Portugal ‏ في البرتغال.

## وصلات خارجية
- فيتورينو على موقع IMDb (الإنجليزية)
- فيتورينو على موقع ميوزك برينز (الإنجليزية)
- فيتورينو على موقع ميوزك برينز (الإنجليزية)
- فيتورينو على موقع ديسكوغز (الإنجليزية)
- فيتورينو على موقع قاعدة بيانات الفيلم (الإنجليزية)